# Une veuve en or
Pour plus de détails, voir Fiche technique et Distribution.
Une veuve en or est un film franco-italo-allemand réalisé par Michel Audiard sorti en 1969.

## Synopsis
Une femme cherche à faire éliminer son mari pour toucher un héritage de 100 000 000 de dollars qu'elle n'aura qu'à l'unique condition qu'elle devienne veuve.

## Fiche technique
- Réalisation : Michel Audiard, assisté de Jean-Claude Sussfeld
- Scénario : Michel Audiard et Jean-Marie Poiré, d'après une idée originale d'Odette Joyeux
- Dialogues : Michel Audiard
- Photographie : Georges Barsky, Pierre Petit
- Réalisateur seconde équipe : Paul Nuyttens
- Musique : Jacques Loussier
- Pays d'origine :  France /  Italie /  Allemagne de l'Ouest
- Société de production : Compagnie marocaine cinématographique et commerciale (COMACICO), Les Films Copernic, Ultra Film (Rome), Mars Film (Rome), Roxy Films (Munich)
- Format : Couleur (Eastmancolor) — 35 mm — Son : Mono
- Durée : 85 minutes
- genre : Comédie
- Dates de sortie : 
  - France : 22 octobre 1969

## Distribution
- Michèle Mercier : Delphine Berger
- Claude Rich : Antoine Berger
- André Pousse : Pierrot
- Jacques Dufilho : Joseph
- Sim : le Vecchio
- Roger Carel : Aristophane
- Jean-Pierre Darras : le directeur de Murder Incorporeted
- Folco Lulli : le Sicilien
- Jean Carmet : un breton
- Robert Lombard : un breton
- Dominique Zardi : un breton
- Daniel Ceccaldi : le conservateur
- Mario David : Sigmund
- Ibrahim Seck : Siegfried
- Marcel Gassouk : Le camionneur
- Jacqueline Doyen : la voyante
- Bernard Musson : le majordome
- Michel Audiard : le vendeur de France-Soir
- Alain Mottet : Le notaire
- Abderrahmane El Kebir